# Trawnikowiec

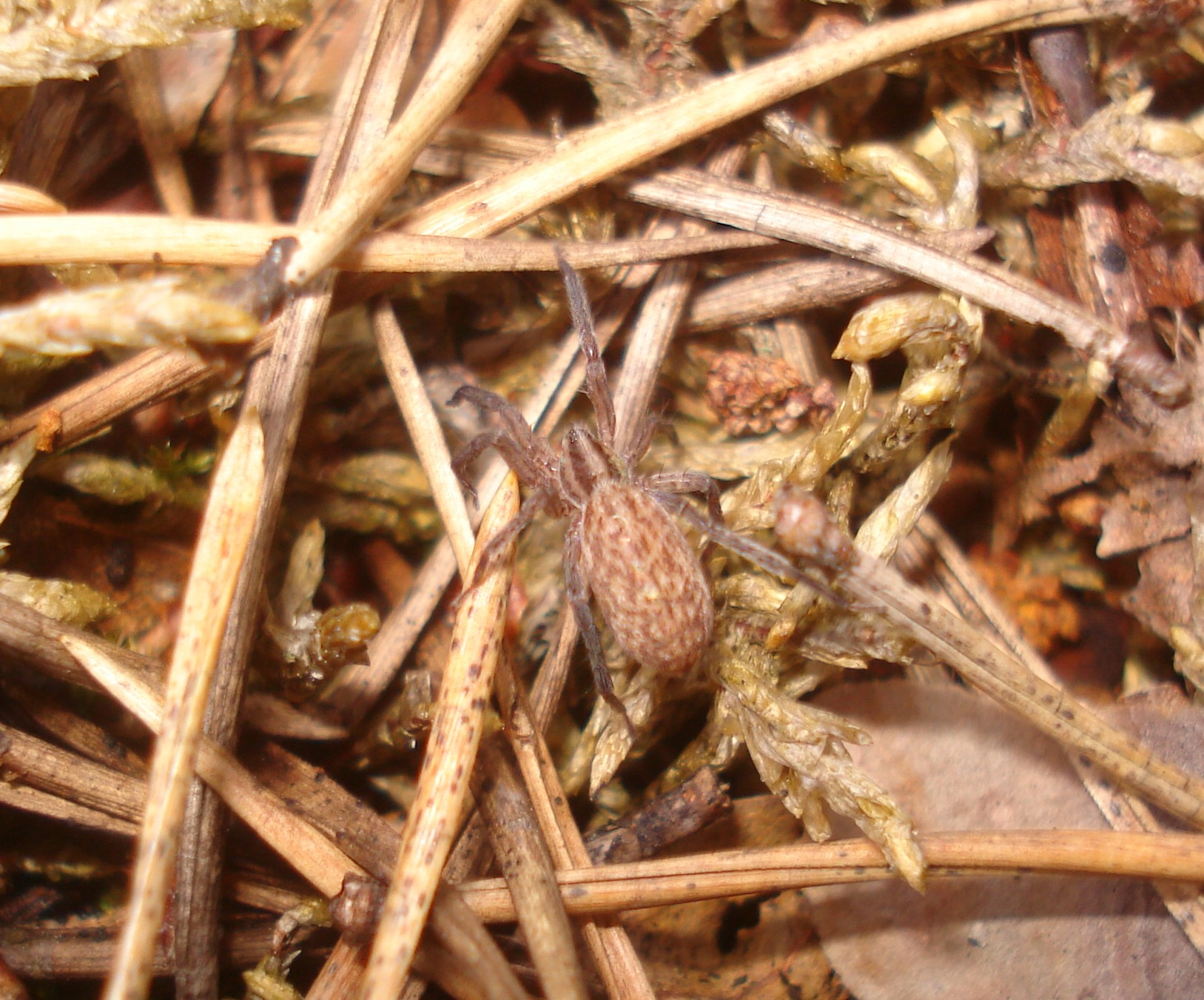
Zora silvestris

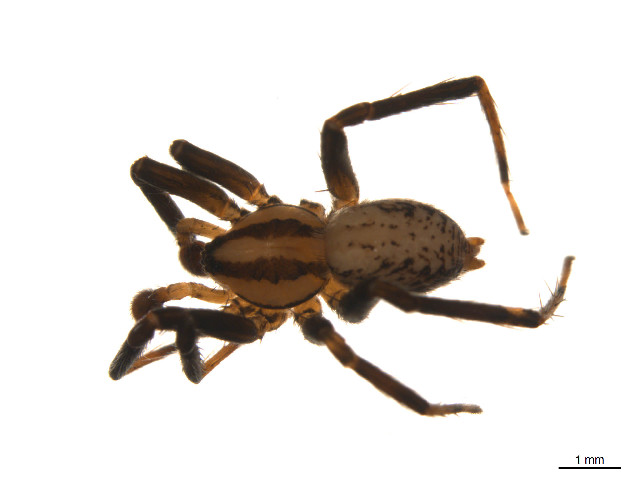
Zora hespera

Trawnikowiec (Zora) – rodzaj pająka z rodziny trawnikowcowatych. Holarktyczny. Obejmuje 19 opisanych gatunków.

## Morfologia
Niewielkie pająki o dominującej barwie żółtobrązowej lub pomarańczowobrązowej. Na karapaksie występują dwa rude do ciemnobrązowych, zaczynające się za tylno-bocznymi oczami pasy podłużne, pomiędzy którymi i po bokach od których obecne są obszary jaśniejsze; sama krawędź karapaksu jest ciemna. Największą wysokość prosoma osiąga przy bruździe tułowiowej. Czarno obwiedzione oczy leżą blisko siebie i mają prawie identyczne rozmiary. Oczy pary przednio-środkowej i przednio-bocznej leżą niemal na tym samym poziomie, natomiast oczy pary tylno-bocznej leżą znacznie bardziej z tyłu niż pary tylno-środkowej. Oczy par środkowych rozmieszczone są na planie szerszego z tyłu czworokąta. Bardzo niski nadustek nie odbiega wysokością od średnicy oczu pary przednio-środkowej. Szczękoczułki zwykle mają trzy zęby na przedniej i dwa na tylnej krawędzi bruzdy. Warga dolna jest szersza niż długa. Ciemne kropki na sternum obecne są przy wszystkich biodrach. Odnóża są nakrapiane.  Kolejność par odnóży od najdłuższej do najkrótszej to: IV, I, II, III. Dwie początkowe pary mają od 6 do 8 nachodzących na siebie par kolców po brzusznych stronach goleni oraz dwie lub trzy pary nachodzących na siebie kolców po brzusznych stronach nadstopi. Stopy wszystkich par mają dwa pazurki i przypazurkowe kępki włosków. Opistosoma (odwłok) ma na wierzchu wyraźnie wyodrębniony wzór. Tylne kądziołki przędne mają krótki i słabo widoczny człon wierzchołkowy.

## Rozprzestrzenienie
Rodzaj holarktyczny. Zdecydowana większość, bo 15 gatunków, występuje w palearktycznej Eurazji, gdzie rodzaj rozmieszczony jest od Półwyspu Iberyjskiego po Kamczatkę i Wyspy Japońskie. Pozostałe cztery gatunki zamieszkują nearktyczną Amerykę Północną – wszystkie cztery Stany Zjednoczone, a dwa ponadto Kanadę.

## Taksonomia
Takson ten wprowadzony został po raz pierwszy w 1833 roku przez Carla Jakoba Sundevalla pod nazwą Lycaena, a także stanowiącą lapsus nazwą Lycodia. Wówczas był monotypowy, z L. spinimana jako jedynym gatunkiem. W 1834 roku niezależnie opisany został przez Johna Blackwalla pod nazwą Hecaerge. Wszystkie te nazwy okazały się być młodszymi homonimami nazw użytych już dla motyli, w związku z czym w 1847 roku nowa nazwa Zora wprowadzona została dla omawianego taksonu przez Carla Ludwiga Kocha.
Do rodzaju zalicza się 19 opisanych gatunków:
- Zora acuminata Zhu et Zhang, 2006
- Zora alpina Kulczyński, 1915
- Zora armillata Simon, 1878
- Zora distincta Kulczyński, 1915
- Zora hespera Corey et Mott, 1991
- Zora huseynovi Zamani et Marusik, 2017
- Zora lyriformis Song, Zhu et Gao, 1993
- Zora manicata Simon, 1878
- Zora manicatoides Wunderlich, 2023
- Zora nemoralis (Blackwall, 1861) – trawnikowiec tropiciel
- Zora opiniosa (O. Pickard-Cambridge, 1872)
- Zora osetica Ponomarev, 2021
- Zora palmgreni Holm, 1945
- Zora parallela Simon, 1878
- Zora pardalis Simon, 1878
- Zora prespaensis Drensky, 1929
- Zora pumila (Hentz, 1850)
- Zora silvestris Kulczyński, 1897
- Zora spinimana (Sundevall, 1833) – trawnikowiec pospolity